# Caroline Pidgeon
Caroline Pidgeon MBE (Southampton, 29 september 1972) is een Brits politica voor de Liberal Democrats. Sinds 1 mei 2008 is ze lid van de London Assembly.
Pidgeon begon haar politieke carrière als raadslid in Southwark, dit tussen 1998 en 2010.
In 2008 raakte ze voor het eerst verkozen in de London Assembly. Ze werd herverkozen in 2012 en 2016. In de Assembly is ze sinds 2009 voorzitter van het comité voor Transport for London en is ze lid van het comité voor Politie en Brandweer.
Bij de verkiezingen van 2010 was ze kandidaat voor het Lagerhuis. In het Londense kiesdistrict Vauxhall was zetelend Lagerhuislid Kate Hoey haar belangrijkste opponent. Uiteindelijk haalde Pidgeon 10,8% van de stemmen, ruim minder dan Hoey die 21,5% haalde en zo Lagerhuislid bleef.
In 2016 was ze kandidaat voor het Burgemeesterschap van Londen. Ze behaalde 120 005 stemmen (4,6%) en eindigde daarmee als vierde achter Sadiq Khan (Labour), Zac Goldsmith (Conservative) en Siân Berry (Green).